# Ichneumon rufoscutellatus
Ichneumon rufoscutellatus är en stekelart som beskrevs av Cuvier 1833. Ichneumon rufoscutellatus ingår i släktet Ichneumon och familjen brokparasitsteklar. Inga underarter finns listade i Catalogue of Life.